# Echmatemys
Echmatemys es un género extinto de tortuga de la familia de los geoemídidos, que vivió durante el Eoceno en América del Norte. Es la geoemídida norteamericana  más antigua conocida, y es una de las tortugas del Eoceno más comúnmente halladas.